# Adorazione del Santo Nome di Gesù
L'Adorazione del Santo Nome di Gesù, conosciuto anche in alcune fonti moderne come Il sogno di Filippo II o Allegoria della Lega Santa  è un dipinto del pittore cretese El Greco realizzato nel 1579  nel suo primo mandato toledano e conservato nel Monastero dell'Escorial a San Lorenzo de El Escorial in Spagna.

## Descrizione e stile
Questo dipinto è considerato da alcuni specialisti come il primo lavoro commissionato dal patrocinio del Re Filippo II di Spagna. Uno schizzo preparatorio è conservato nella National Gallery di Londra ed è anche conosciuto come La Gloria.
I personaggi rappresentati, oltre a Filippo II, sarebbero stati San Pio V patrocinatore della Lega Santa contro l'Impero ottomano, e Giovanni d'Austria vincitore della battaglia di Lepanto. Altri personaggi sono in cima circondati da una corte di angeli. Nella parte inferiore possiamo vedere il Leviatano che simboleggia un'allegoria dell'inferno la cui composizione ricorda quella di Bosch.
L'influenza della scuola veneziana risalta nella sensazione atmosferica e nelle pennellate che forniscono luce e colore alla scena. D'altra parte il ricordo di Michelangelo è inevitabile specialmente nella composizione dei personaggi.